# Rio Camisas
O rio Camisas é um curso de água do estado do Rio Grande do Sul, Brasil.
O rio Camisas é um afluente da margem esquerda do rio Taquari.